# Одзі Іглс
«Одзі Іглс» (王子 イーグルス) — японський професіональний хокейний клуб з міста Томакомай.

## Історія
Заснований у 1925 році. У 1931—2008 роках називався «Одзі Сейсі». Виступає у чемпіонаті Азійської хокейної ліги.

## Досягнення
- Азійська хокейна ліга

 Переможець (2): 2008, 2012
- Японська хокейна ліга[en]

 Переможець (13):1969, 1970, 1974, 1980, 1982, 1983, 1984, 1985, 1987, 1988, 1990, 1991, 1994
- Чемпіонат Японії[en]

 Переможець (35): 1932, 1935, 1947, 1950, 1951, 1952, 1954, 1955, 1956, 1957, 1958, 1964, 1966, 1968, 1969, 1973, 1976, 1977, 1980, 1981, 1983, 1984, 1985, 1986, 1987, 1989, 1992, 1993, 1994, 1995, 1996, 2000, 2002, 2005, 2013

## Легіонери
У різні роки за клуб грало чимало іноземців. Зокрема:
- — В'ячеслав Старшинов, Володимир Шадрін, Юрій Ляпкін, Валерій Бєлоусов, Юрій Федоров, Микола Шорін[1]
- — Сергій Пряхін, Сергій Петренко
- — Аарон Келлер, Грег Паркс
- / Шон Моррісонн
- Денієл Дайкава